# 앤드루 크로퍼드
앤드루 크로퍼드(영어: Andrew Crawford, 1917년 10월 24일 ~ 1994년 3월 18일)는 영국의 배우이다.
스코틀랜드 글래스고에서 태어났다.

## 영화
- 에이리언: 커버넌트 (2017년) - 네오모프 역
- 라스트 모히칸 (1971년)
- 줄리어스 시저 (1970년)
- 퀸스 가드 (1961년)
- 모닝 디파처 (1950년)